# Nordarmee (Befreiungskriege)
Die Nordarmee war in den Befreiungskriegen eine 125.000 Soldaten zählende Armee, bestehend aus Schweden, Preußen, Russen und Briten unter dem Oberkommando des schwedischen Kronprinzen Karl Johann, ehemals französischer Marschall Bernadotte. Sie setzte sich aus 73.000 Preußen (40.000 Landwehr), 29.000 Russen, 23.000 Schweden und 144 Briten (Rocketeers) zusammen.

## Aufstellung
Nach dem Frühjahrsfeldzug 1813, den Napoleon mit einem überraschenden Waffenstillstandsabkommen vom 4. Juni 1813 im schlesischen Poischwitz beendete, nutzten die Alliierten die gewonnene Zeit für weitere Verstärkungen. Es traten Schweden und das Kaisertum Österreich mit Truppenkontingenten der Koalition bei. Großbritannien zahlte Subsidien und entsendete Expeditionstruppen nach Schwedisch-Pommern, die weitgehend in Stralsund blieben. Die Koalition hatte damit ein zahlenmäßiges Übergewicht von 510.000 zu 440.000 Franzosen gewonnen.
Für den beginnenden Herbstfeldzug 1813 wurden die Truppen gemäß dem Trachenberg-Plan neu gegliedert in die Hauptarmee, die sogenannte Böhmische Armee, die von Böhmen her auf Sachsen marschierte und sich dort mit der Schlesischen Armee Blüchers treffen sollte, während die Nordarmee Berlin deckte und langsam in Richtung des Königreichs Sachsen vorstieß.
Die beiden preußischen Armeekorps standen unter der Führung der Generalleutnante von Bülow (III. Armeekorps) und von Tauentzien (IV. Armeekorps). Die preußischen Truppen setzten sich hauptsächlich aus Landwehrtruppen und Reserve-Linien-Regimentern zusammen, die aus Pommern, Ostpreußen und der Kurmark und Neumark kamen.
Die Russen lagerten bei Brandenburg an der Havel, die Schweden hatten ihren Aufmarschraum zwischen Berlin und Spandau mit Stoßrichtung Potsdam, während Bülows III. Armeekorps südlich von Berlin und Tauentziens IV. Armeekorps an der Oder stand.

## Schlachten
- Schlacht bei Großbeeren
- Schlacht bei Dennewitz
- Völkerschlacht

## Gliederung der Streitkräfte im Herbstfeldzug
|                                          |                                          |                                          |                                          |                                          |                                          |              |              |              |              |  |  |                                                |                                                |                                                |                                                |                                                |                                                | XXXXX Oberstes Hauptquartier (Schwarzenberg)      |                                                   |                                                   |                                                   |                                                   |                                                   |                                            |                                            |                                            |                                            |                                            |                                            |             |             |             |             |  |  |                                               |                                               |                                               |                                               |                                               |                                               |             |             |             |             |  |  |  |  |  |  |  |  |  |  |  |  |  |  |  |  |  |  |
|                                          |                                          |                                          |                                          |                                          |                                          |              |              |              |              |  |  |                                                |                                                |                                                |                                                |                                                |                                                |                                                   |                                                   |                                                   |                                                   |                                                   |                                                   |                                            |                                            |                                            |                                            |                                            |                                            |             |             |             |             |  |  |                                               |                                               |                                               |                                               |                                               |                                               |             |             |             |             |  |  |  |  |  |  |  |  |  |  |  |  |  |  |  |  |  |  |
|                                          |                                          |                                          |                                          |                                          |                                          |              |              |              |              |  |  |                                                |                                                |                                                |                                                |                                                |                                                |                                                   |                                                   |                                                   |                                                   |                                                   |                                                   |                                            |                                            |                                            |                                            |                                            |                                            |             |             |             |             |  |  |                                               |                                               |                                               |                                               |                                               |                                               |             |             |             |             |  |  |  |  |  |  |  |  |  |  |  |  |  |  |  |  |  |  |
| XXXX Nordarmee (Bernadotte) 110.700 Mann | XXXX Nordarmee (Bernadotte) 110.700 Mann | XXXX Nordarmee (Bernadotte) 110.700 Mann | XXXX Nordarmee (Bernadotte) 110.700 Mann | XXXX Nordarmee (Bernadotte) 110.700 Mann | XXXX Nordarmee (Bernadotte) 110.700 Mann |              |              |              |              |  |  |                                                |                                                |                                                |                                                |                                                |                                                | XXXX Böhmische Armee (Schwarzenberg) 254.300 Mann | XXXX Böhmische Armee (Schwarzenberg) 254.300 Mann | XXXX Böhmische Armee (Schwarzenberg) 254.300 Mann | XXXX Böhmische Armee (Schwarzenberg) 254.300 Mann | XXXX Böhmische Armee (Schwarzenberg) 254.300 Mann | XXXX Böhmische Armee (Schwarzenberg) 254.300 Mann |                                            |                                            |                                            |                                            |                                            |                                            |             |             |             |             |  |  | XXXX Schlesische Armee (Blücher) 105.000 Mann | XXXX Schlesische Armee (Blücher) 105.000 Mann | XXXX Schlesische Armee (Blücher) 105.000 Mann | XXXX Schlesische Armee (Blücher) 105.000 Mann | XXXX Schlesische Armee (Blücher) 105.000 Mann | XXXX Schlesische Armee (Blücher) 105.000 Mann |             |             |             |             |  |  |  |  |  |  |  |  |  |  |  |  |  |  |  |  |  |  |
| XXXX Nordarmee (Bernadotte) 110.700 Mann | XXXX Nordarmee (Bernadotte) 110.700 Mann | XXXX Nordarmee (Bernadotte) 110.700 Mann | XXXX Nordarmee (Bernadotte) 110.700 Mann | XXXX Nordarmee (Bernadotte) 110.700 Mann | XXXX Nordarmee (Bernadotte) 110.700 Mann |              |              |              |              |  |  |                                                |                                                |                                                |                                                |                                                |                                                | XXXX Böhmische Armee (Schwarzenberg) 254.300 Mann | XXXX Böhmische Armee (Schwarzenberg) 254.300 Mann | XXXX Böhmische Armee (Schwarzenberg) 254.300 Mann | XXXX Böhmische Armee (Schwarzenberg) 254.300 Mann | XXXX Böhmische Armee (Schwarzenberg) 254.300 Mann | XXXX Böhmische Armee (Schwarzenberg) 254.300 Mann |                                            |                                            |                                            |                                            |                                            |                                            |             |             |             |             |  |  | XXXX Schlesische Armee (Blücher) 105.000 Mann | XXXX Schlesische Armee (Blücher) 105.000 Mann | XXXX Schlesische Armee (Blücher) 105.000 Mann | XXXX Schlesische Armee (Blücher) 105.000 Mann | XXXX Schlesische Armee (Blücher) 105.000 Mann | XXXX Schlesische Armee (Blücher) 105.000 Mann |             |             |             |             |  |  |  |  |  |  |  |  |  |  |  |  |  |  |  |  |  |  |
|                                          |                                          |                                          |                                          |                                          |                                          |              |              |              |              |  |  |                                                |                                                |                                                |                                                |                                                |                                                |                                                   |                                                   |                                                   |                                                   |                                                   |                                                   |                                            |                                            |                                            |                                            |                                            |                                            |             |             |             |             |  |  |                                               |                                               |                                               |                                               |                                               |                                               |             |             |             |             |  |  |  |  |  |  |  |  |  |  |  |  |  |  |  |  |  |  |
|                                          |                                          |                                          |                                          |                                          |                                          |              |              |              |              |  |  | XXXX Österreicher (Schwarzenberg) 127.000 Mann | XXXX Österreicher (Schwarzenberg) 127.000 Mann | XXXX Österreicher (Schwarzenberg) 127.000 Mann | XXXX Österreicher (Schwarzenberg) 127.000 Mann | XXXX Österreicher (Schwarzenberg) 127.000 Mann | XXXX Österreicher (Schwarzenberg) 127.000 Mann |                                                   |                                                   |                                                   |                                                   |                                                   |                                                   | XXXX Russen/Preußen (Barclay) 130.000 Mann | XXXX Russen/Preußen (Barclay) 130.000 Mann | XXXX Russen/Preußen (Barclay) 130.000 Mann | XXXX Russen/Preußen (Barclay) 130.000 Mann | XXXX Russen/Preußen (Barclay) 130.000 Mann | XXXX Russen/Preußen (Barclay) 130.000 Mann |             |             |             |             |  |  |                                               |                                               |                                               |                                               |                                               |                                               |             |             |             |             |  |  |  |  |  |  |  |  |  |  |  |  |  |  |  |  |  |  |
|                                          |                                          |                                          |                                          |                                          |                                          |              |              |              |              |  |  | XXXX Österreicher (Schwarzenberg) 127.000 Mann | XXXX Österreicher (Schwarzenberg) 127.000 Mann | XXXX Österreicher (Schwarzenberg) 127.000 Mann | XXXX Österreicher (Schwarzenberg) 127.000 Mann | XXXX Österreicher (Schwarzenberg) 127.000 Mann | XXXX Österreicher (Schwarzenberg) 127.000 Mann |                                                   |                                                   |                                                   |                                                   |                                                   |                                                   | XXXX Russen/Preußen (Barclay) 130.000 Mann | XXXX Russen/Preußen (Barclay) 130.000 Mann | XXXX Russen/Preußen (Barclay) 130.000 Mann | XXXX Russen/Preußen (Barclay) 130.000 Mann | XXXX Russen/Preußen (Barclay) 130.000 Mann | XXXX Russen/Preußen (Barclay) 130.000 Mann |             |             |             |             |  |  |                                               |                                               |                                               |                                               |                                               |                                               |             |             |             |             |  |  |  |  |  |  |  |  |  |  |  |  |  |  |  |  |  |  |
|                                          |                                          |                                          |                                          | XXX Russen                               | XXX Russen                               | XXX Russen   | XXX Russen   | XXX Russen   | XXX Russen   |  |  |                                                |                                                |                                                |                                                | XXX Österreicher                               | XXX Österreicher                               | XXX Österreicher                                  | XXX Österreicher                                  | XXX Österreicher                                  | XXX Österreicher                                  |                                                   |                                                   |                                            |                                            |                                            |                                            | XXX Preußen                                | XXX Preußen                                | XXX Preußen | XXX Preußen | XXX Preußen | XXX Preußen |  |  |                                               |                                               |                                               |                                               | XXX Preußen                                   | XXX Preußen                                   | XXX Preußen | XXX Preußen | XXX Preußen | XXX Preußen |  |  |  |  |  |  |  |  |  |  |  |  |  |  |  |  |  |  |
|                                          |                                          |                                          |                                          | XXX Russen                               | XXX Russen                               | XXX Russen   | XXX Russen   | XXX Russen   | XXX Russen   |  |  |                                                |                                                |                                                |                                                | XXX Österreicher                               | XXX Österreicher                               | XXX Österreicher                                  | XXX Österreicher                                  | XXX Österreicher                                  | XXX Österreicher                                  |                                                   |                                                   |                                            |                                            |                                            |                                            | XXX Preußen                                | XXX Preußen                                | XXX Preußen | XXX Preußen | XXX Preußen | XXX Preußen |  |  |                                               |                                               |                                               |                                               | XXX Preußen                                   | XXX Preußen                                   | XXX Preußen | XXX Preußen | XXX Preußen | XXX Preußen |  |  |  |  |  |  |  |  |  |  |  |  |  |  |  |  |  |  |
|                                          |                                          |                                          |                                          |                                          |                                          |              |              |              |              |  |  |                                                |                                                |                                                |                                                |                                                |                                                |                                                   |                                                   |                                                   |                                                   |                                                   |                                                   |                                            |                                            |                                            |                                            |                                            |                                            |             |             |             |             |  |  |                                               |                                               |                                               |                                               |                                               |                                               |             |             |             |             |  |  |  |  |  |  |  |  |  |  |  |  |  |  |  |  |  |  |
|                                          |                                          |                                          |                                          | XXX Preußen                              | XXX Preußen                              | XXX Preußen  | XXX Preußen  | XXX Preußen  | XXX Preußen  |  |  |                                                |                                                |                                                |                                                | XXX Österreicher                               | XXX Österreicher                               | XXX Österreicher                                  | XXX Österreicher                                  | XXX Österreicher                                  | XXX Österreicher                                  |                                                   |                                                   |                                            |                                            |                                            |                                            | XXX Russen                                 | XXX Russen                                 | XXX Russen  | XXX Russen  | XXX Russen  | XXX Russen  |  |  |                                               |                                               |                                               |                                               | XXX Preußen                                   | XXX Preußen                                   | XXX Preußen | XXX Preußen | XXX Preußen | XXX Preußen |  |  |  |  |  |  |  |  |  |  |  |  |  |  |  |  |  |  |
|                                          |                                          |                                          |                                          | XXX Preußen                              | XXX Preußen                              | XXX Preußen  | XXX Preußen  | XXX Preußen  | XXX Preußen  |  |  |                                                |                                                |                                                |                                                | XXX Österreicher                               | XXX Österreicher                               | XXX Österreicher                                  | XXX Österreicher                                  | XXX Österreicher                                  | XXX Österreicher                                  |                                                   |                                                   |                                            |                                            |                                            |                                            | XXX Russen                                 | XXX Russen                                 | XXX Russen  | XXX Russen  | XXX Russen  | XXX Russen  |  |  |                                               |                                               |                                               |                                               | XXX Preußen                                   | XXX Preußen                                   | XXX Preußen | XXX Preußen | XXX Preußen | XXX Preußen |  |  |  |  |  |  |  |  |  |  |  |  |  |  |  |  |  |  |
|                                          |                                          |                                          |                                          |                                          |                                          |              |              |              |              |  |  |                                                |                                                |                                                |                                                |                                                |                                                |                                                   |                                                   |                                                   |                                                   |                                                   |                                                   |                                            |                                            |                                            |                                            |                                            |                                            |             |             |             |             |  |  |                                               |                                               |                                               |                                               |                                               |                                               |             |             |             |             |  |  |  |  |  |  |  |  |  |  |  |  |  |  |  |  |  |  |
|                                          |                                          |                                          |                                          | XXX Schweden                             | XXX Schweden                             | XXX Schweden | XXX Schweden | XXX Schweden | XXX Schweden |  |  |                                                |                                                |                                                |                                                |                                                |                                                |                                                   |                                                   |                                                   |                                                   |                                                   |                                                   |                                            |                                            |                                            |                                            | XXX Garde                                  | XXX Garde                                  | XXX Garde   | XXX Garde   | XXX Garde   | XXX Garde   |  |  |                                               |                                               |                                               |                                               | XXX Russen                                    | XXX Russen                                    | XXX Russen  | XXX Russen  | XXX Russen  | XXX Russen  |  |  |  |  |  |  |  |  |  |  |  |  |  |  |  |  |  |  |
|                                          |                                          |                                          |                                          | XXX Schweden                             | XXX Schweden                             | XXX Schweden | XXX Schweden | XXX Schweden | XXX Schweden |  |  |                                                |                                                |                                                |                                                |                                                |                                                |                                                   |                                                   |                                                   |                                                   |                                                   |                                                   |                                            |                                            |                                            |                                            | XXX Garde                                  | XXX Garde                                  | XXX Garde   | XXX Garde   | XXX Garde   | XXX Garde   |  |  |                                               |                                               |                                               |                                               | XXX Russen                                    | XXX Russen                                    | XXX Russen  | XXX Russen  | XXX Russen  | XXX Russen  |  |  |  |  |  |  |  |  |  |  |  |  |  |  |  |  |  |  |
|                                          |                                          |                                          |                                          |                                          |                                          |              |              |              |              |  |  |                                                |                                                |                                                |                                                |                                                |                                                |                                                   |                                                   |                                                   |                                                   |                                                   |                                                   |                                            |                                            |                                            |                                            |                                            |                                            |             |             |             |             |  |  |                                               |                                               |                                               |                                               |                                               |                                               |             |             |             |             |  |  |  |  |  |  |  |  |  |  |  |  |  |  |  |  |  |  |
|                                          |                                          |                                          |                                          |                                          |                                          |              |              |              |              |  |  |                                                |                                                |                                                |                                                |                                                |                                                |                                                   |                                                   |                                                   |                                                   |                                                   |                                                   |                                            |                                            |                                            |                                            |                                            |                                            |             |             |             |             |  |  |                                               |                                               |                                               |                                               | XXX Russen                                    |                                               |             |             |             |             |  |  |  |  |  |  |  |  |  |  |  |  |  |  |  |  |  |  |
|                                          |                                          |                                          |                                          |                                          |                                          |              |              |              |              |  |  |                                                |                                                |                                                |                                                |                                                |                                                |                                                   |                                                   |                                                   |                                                   |                                                   |                                                   |                                            |                                            |                                            |                                            |                                            |                                            |             |             |             |             |  |  |                                               |                                               |                                               |                                               |                                               |                                               |             |             |             |             |  |  |  |  |  |  |  |  |  |  |  |  |  |  |  |  |  |  |

Legende: XXXXX = Oberkommando, XXXX = Armee, XXX = Korps